# فیل طلایی
فیل طلایی (انگلیسی: The Golden Elephant) یا جشنواره بین‌المللی فیلم کودکان هند یک جشنواره فیلم است که هر دو سال یکبار در شهر حیدرآباد ایالت تلانگانا در هند برگزار میشود.
در این جشنواره جوایز متعددی برای بخش‌های مختلف همچون بهترین انیمیشن، بهترین اجرای زنده و ... در نظر گرفته شده است.
این جشنواره تحت نظر انجمن فیلم کودکان هند برگزار می‌شود.